# Moczydlnica Dworska
Moczydlnica Dworska (niem. Herrnmotschelnitz) – wieś w Polsce położona w województwie dolnośląskim, w powiecie wołowskim, w gminie Wołów.

## Podział administracyjny
| SIMC    | Nazwa      | Rodzaj     |
| ------- | ---------- | ---------- |
| 0883324 | Kłopotówka | przysiółek |

W latach 1975–1998 miejscowość administracyjnie należała do województwa wrocławskiego. Do sołectwa w Moczydlnicy Dworskiej należy, oddalona o 800 m na północ, osada Kłopotówka.

## Demografia
Według Narodowego Spisu Powszechnego (III 2011 r.) liczyła 152 mieszkańców. Jest 24. co do wielkości miejscowością gminy Wołów.

## Zabytki
Do wojewódzkiego rejestru zabytków wpisane są:
- cmentarz poniemiecki, nieczynny, z 1804 r., cmentarz został odrestaurowany w 2010 r. m.in. nakładem producentów cukru[7], gdyż leży tu Franz Karl Achard, twórca metody produkcji cukru z buraków cukrowych oraz budowniczy, w pobliskich Konarach, pierwszej w świecie cukrowni, produkującej cukier z buraków. Cmentarz położony jest na zachód od wsi
  - ogrodzenie cmentarza z bramą
- park, powstały po 1870 r. – w końcu XIX w.

inne zabytki:
- ruiny  pałacu z końca XVIII w.[8] Nad portalem znajdował się kartusz z herbami von: Schweinisch (L) i Seidlitz (P)z inskrypcjami i datą 1775[9]. W elewacji zachodniej  znajdował się fryz heraldyczny z ośmioma herbami (zaginiony)[10].
- ruiny gorzelni z około 1900 r. i folwarku

## Galeria

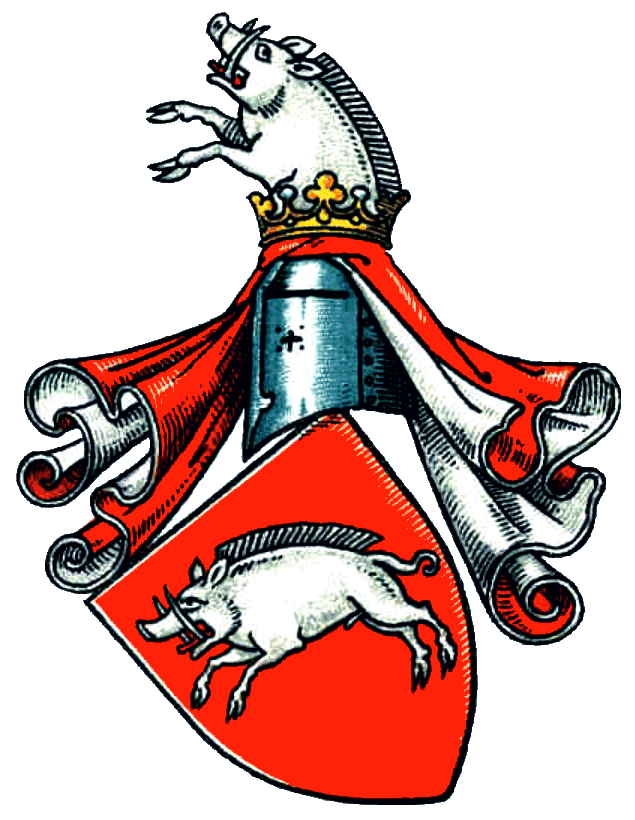
Schweinichen
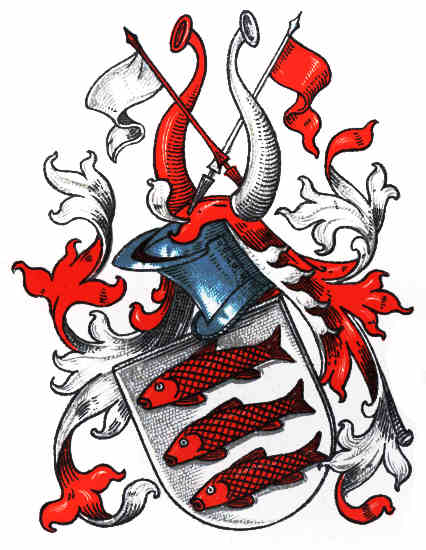
Seidlitz
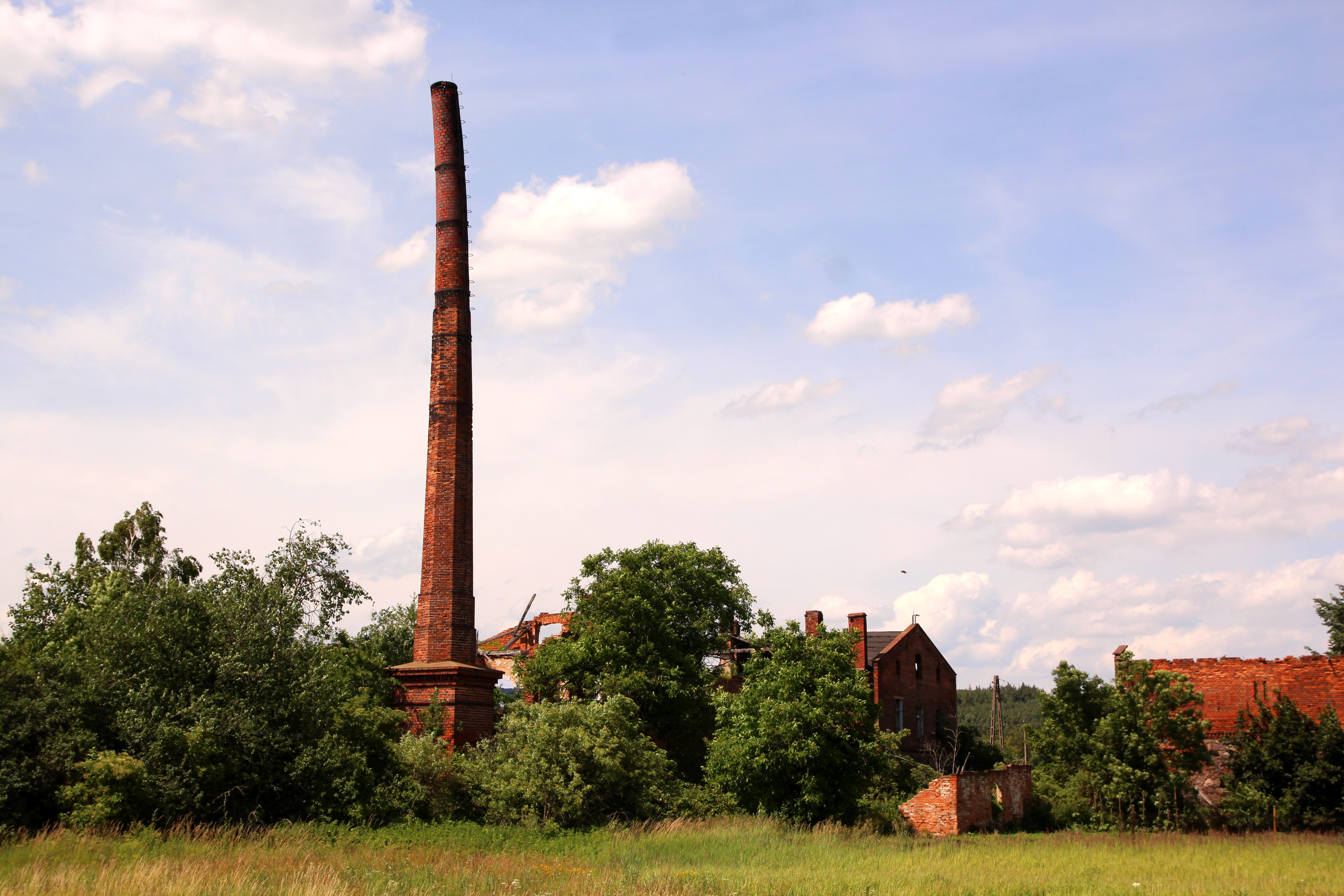
Ruiny gorzelni
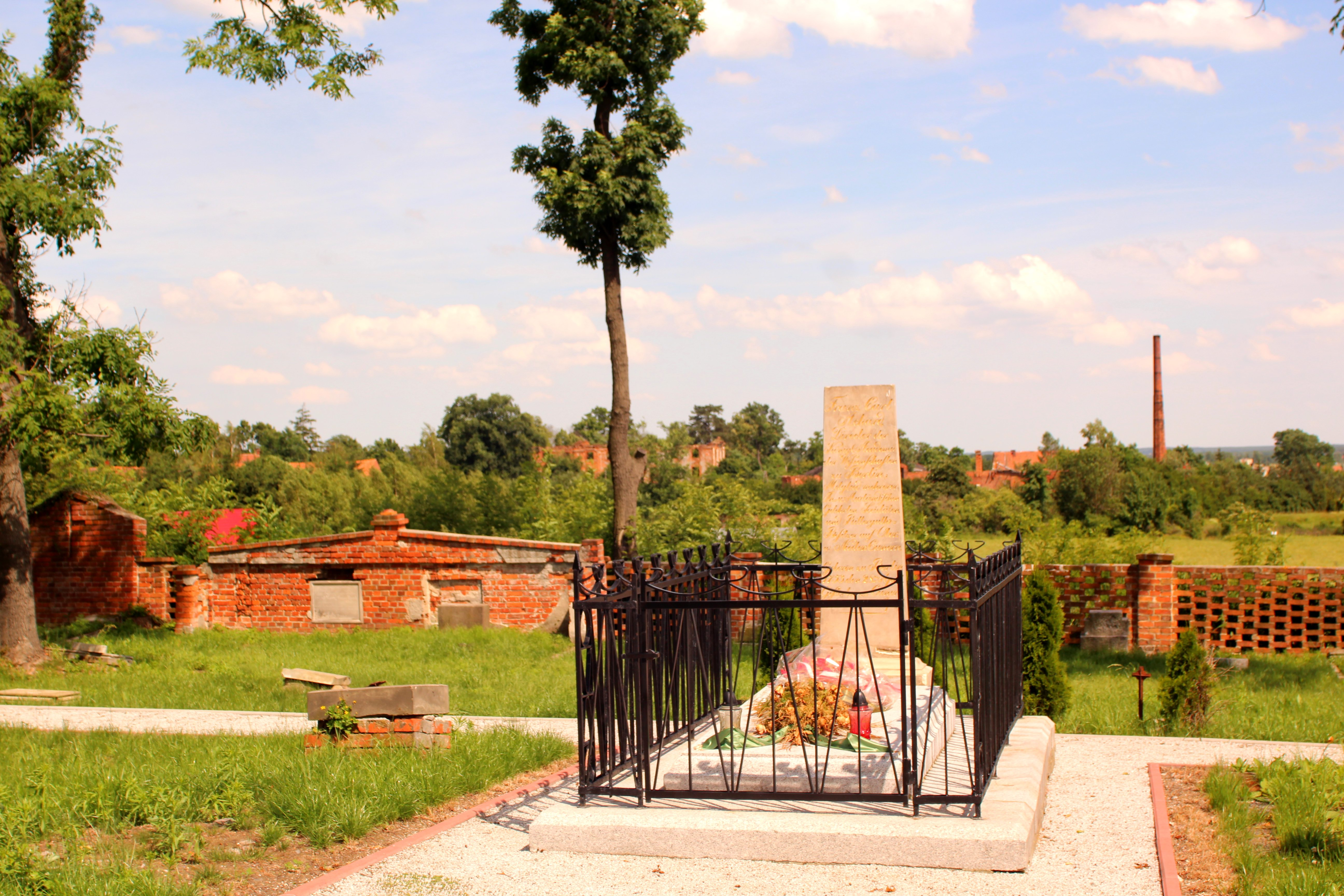
Grób Franza Karla Acharda
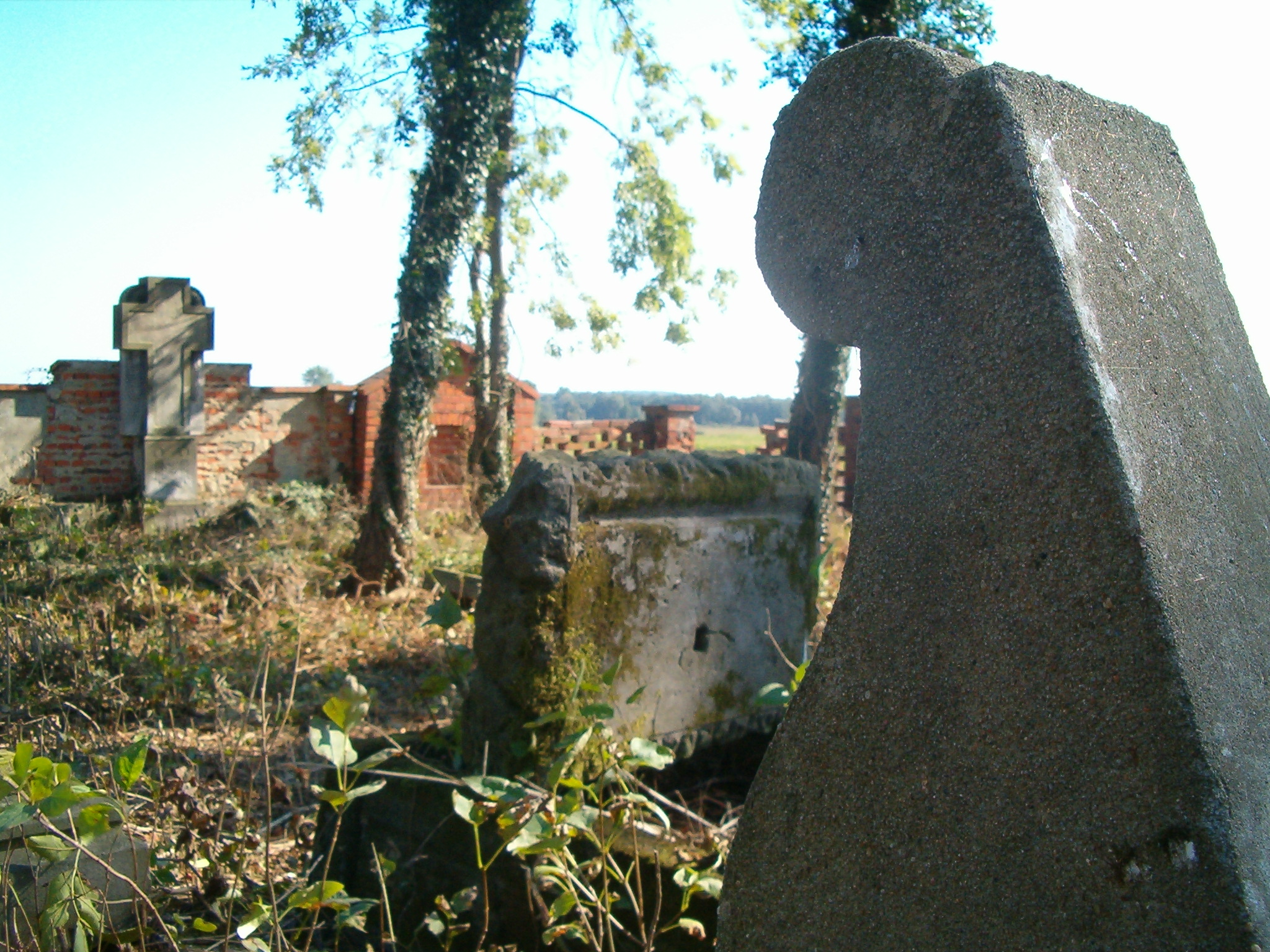
Cmentarz przed renowacji
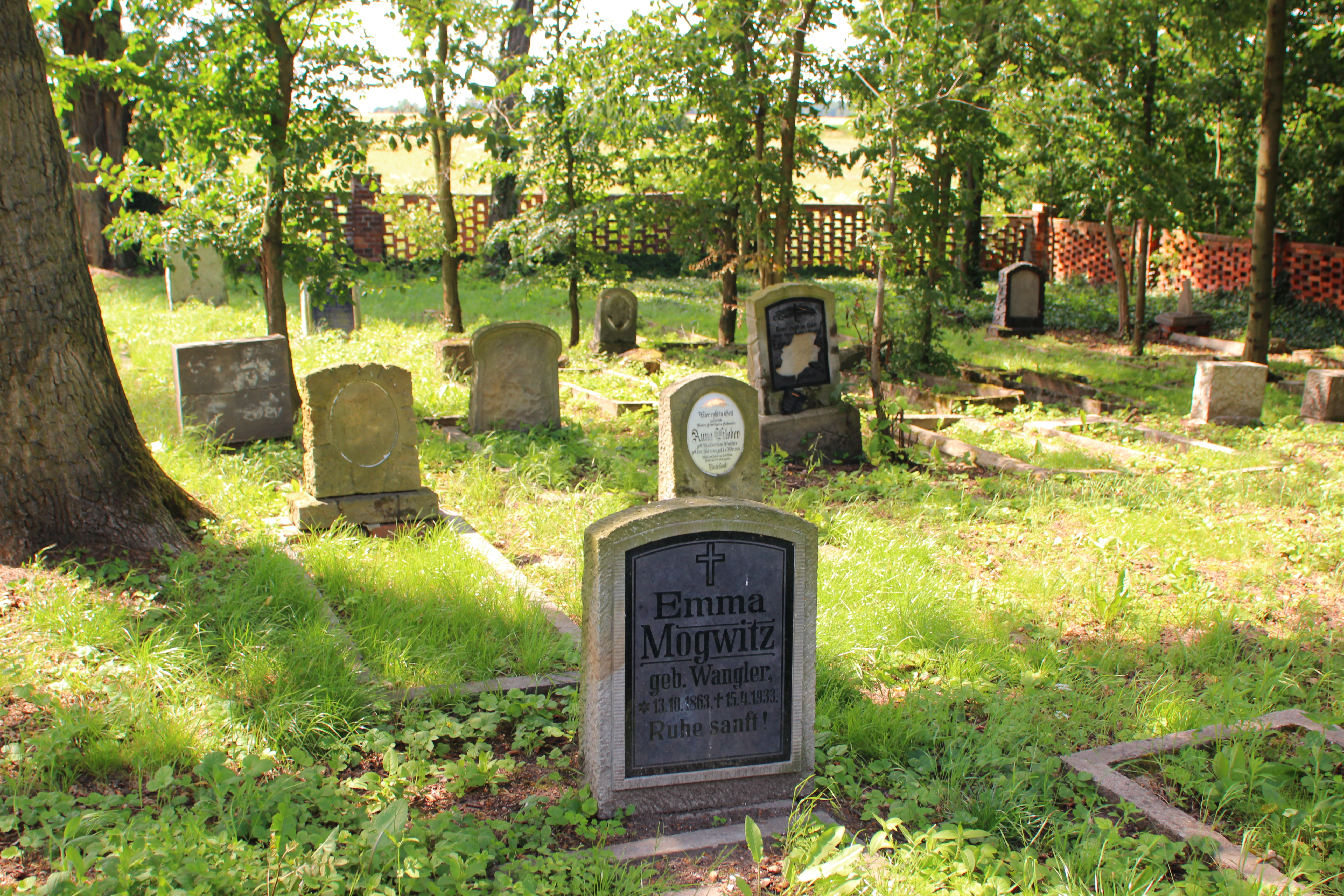
Cmentarz po renowacji
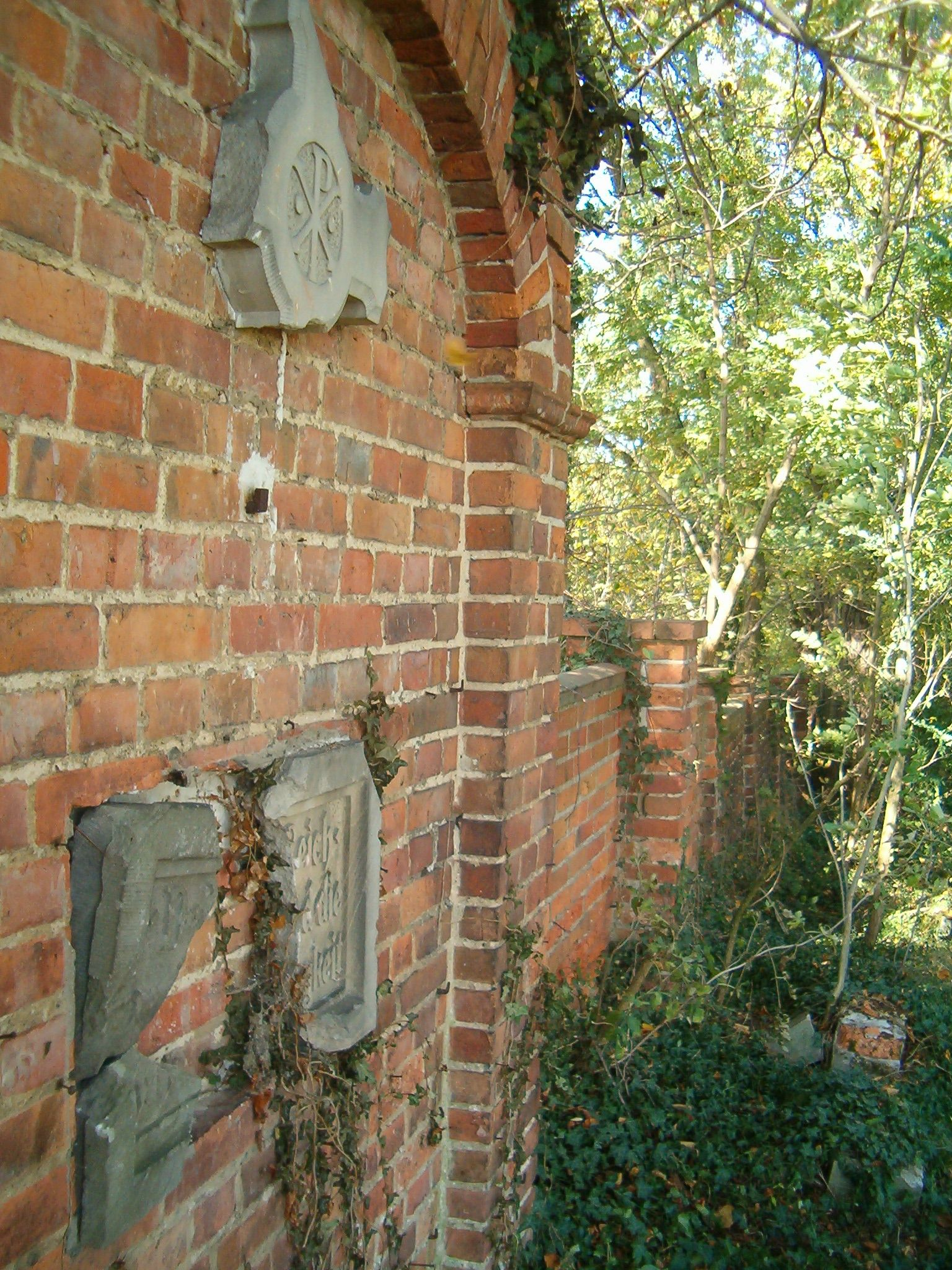
Fragment muru przed renowacją
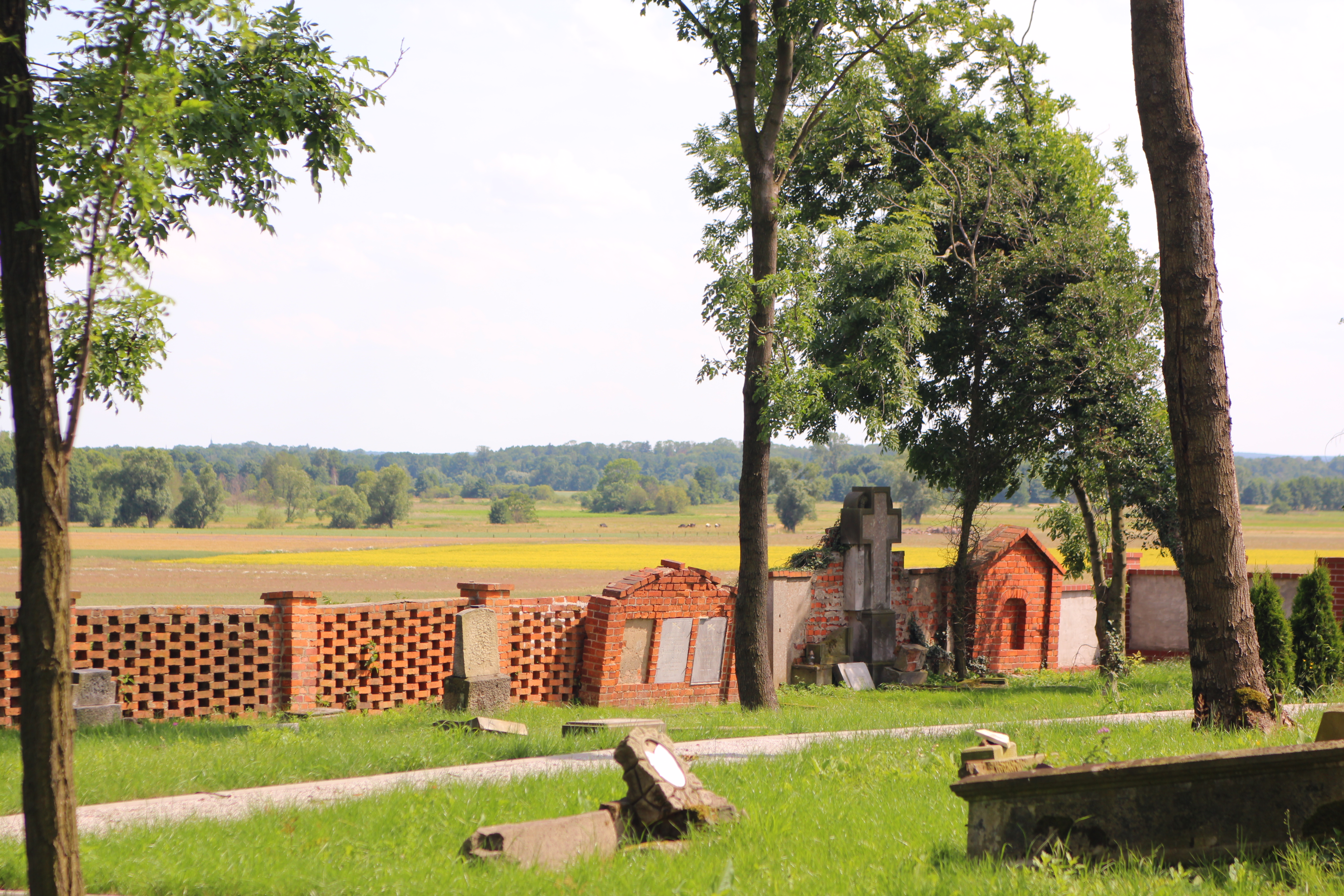
Fragment muru po renowacji